# Каспар фон Зіленен
Каспа́р фон Зі́ленен (нім. Kaspar von Silenen; бл. 1467 — 5 серпня 1517) — швейцарський найманець, перший командир Папської швейцарської гвардії (1506 — 1517). Учасник Італійських воєн. Представник шляхетного роду фон Зілененів (з Зіленена). Народився в Люцерні, Швейцарська конфедерація. Син лицаря Альбіна фон Зілененського, командира люцернських військ у Бургундських війнах. Небіж  швейцарського єпископа Йоста фон Зіленена. Чоловік Анни де Ровереї. 1494 року брав участь у Неапольському поході французького короля Карла VIII. У 1497 — 1499 роках був керівником Ебікона, а 1495 — 1503 роках — членом Люцернської міської ради. 1503 року засуджений люцернською владою за протизаконний набір швейцарських найманців від імені Франції. 22 січня 1506 року привів із собою до Рима 150 швейцарських волонтерів-найманців, з яких папа Юлій II сформував Папську швейцарську гвардію. 1517 року, разом із 6 іншими швейцарськими підрозділами, числом 1,8 тисяч чоловік взяв участь в Урбінській війні. Був відправлений для захисту міста Ріміні від урбінського герцога. Через небажання командира рімінського гарнізону Гвідо Рагоні впускати швейцарців у місто, був змушений розквартируватися за міськими мурами, в Борго. 4 серпня отримав попередження від Гвідо про наближення противника і запрошення до міста, але відмовився. Загинув 5 серпня в Борго, під час нічної атаки урбінських військ, які перерізали швейцарців уві сні.

## Сім'я
- Батько: Альбін фон Зіленен (Albin von Silenen)
- Дядько: Йост фон Зіленен (Jost von Silenen)
- Дружина: Анна де Роверея (Anne de Rovéréa)